# Каликино (Ростовский район)
Каликино — село Ростовского района Ярославской области, входит в состав сельского поселения Семибратово. 

## География
Расположено в 37 км на юго-восток от центра поселения посёлка Семибратово и в 32 км на восток от Ростова.

## История
Одноглавая каменная церковь с колокольней сооружена графом Иваном Илларионовичем Воронцовым-Дашковым в 1777 году и имела два престола: св. Пр. Илии и св. Димитрия Ростовского чудотворца, прежде здесь существовала деревянная церковь. 
В конце XIX — начале XX село входило в состав Нажеровской волости Ростовского уезда Ярославской губернии. В 1885 году в селе было 42 двора.
С 1929 года село входило в состав Мирославского сельсовета Ростовского района, с 1954 года — в составе Мосейцевского сельсовета, с 2005 года — в составе сельского поселения Семибратово.

## Население
| 1859 | 1914 | 2007 | 2010 |
| ---- | ---- | ---- | ---- |
| 274  | ↗400 | ↘2   | →2   |